# SGホールディングス
SGホールディングス株式会社（エスジーホールディングス、英: SG HOLDINGS CO.,LTD.）は京都府京都市南区に本社を置く、SGホールディングスグループの純粋持株会社。
社名は「Sagawa Group Holdings（佐川グループホールディングス）」に由来する。国内宅配便ではヤマトホールディングスに次ぐ国内2位でシェアは33%。

## 沿革
参照：

### 2000年代
- 2006年（平成18年）3月22日[5] - 佐川急便の単独株式移転により、SGホールディングス株式会社を設立[6][7]。
- 2006年（平成18年）6月 - 子会社の佐川急便から、グループの経営戦略・管理機能と執行機能を吸収。
- 2007年（平成19年）8月21日 - 不動産管理業の子会社として、SGリアルティを設立[8]。
- 2008年（平成20年）11月 - 国内ロジスティクス事業子会社として、佐川ロジスティクスパートナーズ（佐川LP）を設立。
- 2009年（平成21年）2月16日 - 3PLサービスのワールド・ロジより、ワールドサプライの保有分株式（97.3%）のすべてを取得[9]。

### 2010年代
- 2011年（平成23年）4月11日 - 連結子会社の佐川アドバンスが人材サービス事業を、SGフィルダーとして分社化。
- 2011年（平成23年）5月25日 - シェアードサービス子会社として、SGエキスパートを設立[注釈 1][10]。
- 2012年（平成24年）6月 - グローバル事業の統括会社として、SG Holdings Global Pte. Ltd.（SgH Global）[注釈 2]を設立[11]。
- 2013年（平成25年）5月1日 - 連結子会社のSGHグローバル・ジャパン（旧佐川グローバルロジスティクス）が国内事業部門を、2代目佐川グローバルロジスティクス（佐川GL）として分社化[12][13]。
- 2013年（平成25年）5月 - シンガポールの中堅物流会社のAmeroid Logistics (S) Pte. Ltd.（現：SG Sagawa Ameroid Pte. Ltd.）の株式90.0％を取得[14]。
- 2013年（平成25年）11月 - 連結子会社のSgH Globalが米国法人として、SG Sagawa USA, Inc.[注釈 3]を設立[15]。
- 2014年（平成26年）5月 - スリランカの大手物流会社のExpolanka Holdings Plc（現：Expolanka Holdings Limited）を買収[16]。
- 2015年（平成27年）3月 - 連結子会社のSgH Globalがベトナム法人として、SG Sagawa Veitnam Co., Ltd.を設立[17]。
- 2015年（平成27年）6月14日 - 大手コンビニエンスストアのローソンと共同で、宅配サービスのSGローソンを設立[18][19]。
- 2016年（平成28年）3月30日 - 子会社の佐川急便と共に、日立物流（現：ロジスティード）と資本業務提携契約を締結[20]。

1. 同年5月19日、日本最大の総合電機メーカーの日立製作所より、日立物流の株式29.0%を取得。
2. 同年5月20日、子会社の佐川急便の株式20.0%を、日立物流に譲渡。

- 2016年（平成28年）11月 - 連結子会社のSgH Globalが、ベトナム大手輸送会社のPhat Loc Express and Trading JSC（後のSG Sagawa Express Vietnam., LLC）を買収[21]。
- 2016年（平成28年）12月25日 - スポーツ協賛事業の一環として、全国高校駅伝の特別協賛スポンサーに参加[22]。
- 2016年（平成28年）12月 - 電報類似サービスの子会社として、VST（現：佐川ヒューモニー）を設立。
- 2017年（平成29年）12月13日[23] - 東証第1部市場に上場、創業60年で株式公開を行う。
- 2019年（平成31年）4月1日 - 連結子会社間の合併を実施。

1. 佐川GLが、佐川LPを吸収合併[24]。
2. SG Sagawa Vietnam Co., Ltd.が、SG Sagawa Express Vietnam., LLCを吸収合併[25]。

- 2019年（令和元年）5月 - 連結子会社のSGモータースが海外交通・都市開発事業支援機構[注釈 4]と共同で、SG Motors Vietnam Co., Ltd.を設立[26]。

### 2020年代
- 2020年（令和2年）3月31日 - 連結子会社の佐川グローバルロジスティクスが、中国上海市の物流会社の上海虹迪物流科技有限公司（英: Shanghai Runbow Logistics & Technology Co., Ltd.）の株式70.0%を取得[27]。
- 2020年（令和2年）9月24日 - 日立物流との資本業務提携を事実上解消[28]。
- 2020年（令和2年）10月1日 - 連結子会社のSGシステムが、同じく連結子会社の佐川フィナンシャルとSGエキスパートを吸収合併[29]。
- 2022年（令和4年）4月 - 東証の市場区分見直しに伴い、プライム市場に移行。
- 2024年（令和6年）7月22日 - 株式公開買付け（TOB）により、C&Fロジホールディングスの株式84.83%を取得[30][31]。
- 2025年（令和7年）4月1日 - 連結子会社の名糖運輸がC&Fロジホールディングスを吸収合併[32]。
- 2025年（令和7年）5月20日 - 連結子会社のSgH Globalが、台湾の大手フォワーダーのMorrison Express Worldwide Corporationの全株式を取得[33][注釈 5]。

## SGホールディングスグループ
参照：
SGホールディングスグループ（英: SG Holdings Group）は京都市南区に本社を置くSGホールディングス（SgH）と、その子会社で大手宅配業者の佐川急便を中核とする日本の総合物流業グループ。佐川急便を含む連結子会社148社と持分法適用関連会社5社で構成され、特に宅配事業は国内シェア2位の規模を誇る。

### デリバリー事業
佐川急便株式会社（SgH 100.0%）- 大手宅配業者（飛脚宅配便、飛脚クール便、飛脚メール便、ゆうメール等）
- 佐川ヒューモニー株式会社（佐川急便 100.0%）- 法人向け電報関連サービス

| - SG厶ービング株式会社（SgH 100.0%）- 法人向け引越しサービス、大型家具家電の配送設置等 |  | - 株式会社ワールドサプライ（SgH 100.0%）- 百貨店、大規模小売店舗向け納品代行サービス |

### ロジスティクス事業
名糖運輸株式会社（SgH 100.0%）- 大手チルド食品輸送会社
【チルド食品配送】
| - 株式会社アイソネットライン（名糖運輸 100.0%）- セブン-イレブンの首都圏及び一部中部地方各店舗への商品配送業務等 - ジャパンフーズ物流株式会社（名糖運輸 100.0%）- 共同配送事業 - 株式会社デイライン（名糖運輸 65.0%、全酪連 35.0%）- 乳製品等の物流サービス |  | - 株式会社トランスメイト（名糖運輸 100.0%）- ローソン各店舗への商品配送業務 - 株式会社ケーツー（名糖運輸 100.0%）- 長野県を中心とした共同配送事業 - マコトトランスポートサービス株式会社（名糖運輸 100.0%）- 共同配送事業、倉庫管理等 |

【冷凍食品配送】
- 株式会社ヒューテックノオリン（名糖運輸 100.0%）- 大手冷凍食品輸送会社

| - 株式会社ヘルティ（ヒューテックノオリン 65.0%）- 受託倉庫業・輸送業 |  | - 株式会社ヒューテックサービス（ヒューテックノオリン 100.0%）- 不動産賃貸業 |

【配送センター】
| - 株式会社ジャステム（名糖運輸 100.0%）- チルド食品共同配送センターの運営等 |  | - 直販配送株式会社（名糖運輸 30.0%、雪印メグミルク 70.0%）- チルド食品共同配送センターの運営等 |

【コーポレート】
| - 株式会社エムズライン（名糖運輸 100.0%）- 労働者派遣事業、軽貨物事業 |  | - 株式会社C&Fサポートサービス（名糖運輸 100.0%）- 損害保険・生命保険の代理店業務、不動産事業等 |

【グローバル】
| - Meito Vietnam Co., Ltd.（名糖運輸 100.0%）- ベトナム法人 |  | - T&M Transportation Co., Ltd.（名糖運輸 50.0%、Toda Industries Corporation 50.0%）- ベトナム法人 |

#### グローバルロジスティクス
佐川グローバルロジスティクス株式会社（SgH 100.0%）- 3PL事業
- Shanghai Runbow Logistics & Technology Co., Ltd.（佐川GL 70.0%）- 上海市法人

SGHグローバル・ジャパン株式会社（SgH 100.0%）- 国際物流サービス、倉庫事業
- Sagawa Express (H.K.) Co., Ltd.（SGH-GJ 100.0%）- 香港法人

SG Holdings Global Pte. Ltd.（SgH 100.0%）- グローバル事業子会社の統括
【東アジア】
| - Sagawa Express International Logistics (Shenzhen) Co., Ltd.（SgH Global 90.0%、保利集団 10.0%）- 深圳市法人 - Sagawa Logistics Korea Co., Ltd.（SgH Global 100.0%）- 韓国法人 - Morrison Express Worldwide Corporation（SgH Global 100.0%）- 台湾法人 |  | - Sagawa Express International Logistics (Shanghai) Co., Ltd.（SgH Global 90.0%、保利集団 10.0%）- 上海市法人 - HCT Sagawa Express Co., Ltd.（新竹物流との共同出資）- 台湾法人 |

【東南アジア】
| - SG Sagawa Vietnam Co., Ltd.（SgH Global 100.0%）- ベトナム法人 |  | - SG Sagawa Ameroid Pte Ltd（SgH Global 100.0%）- シンガポール法人 |

【米州】
- SG Sagawa USA, Inc.（SgH Global 100.0%）- 米国法人

Expolanka Holdings Limited（SgH Global 100.0%）- スリランカ最大の物流グループ
【米州】
| - EFL GLOBAL LLC（EXPOLANKA HD 100.0%）- 米国法人 - Locher Evers International LLC（EXPOLANKA HD 100.0%）- カナダ法人 |  | - EFL Container Lines, LLC（EXPOLANKA HD 100.0%）- 米国法人 - Trans American Customs Brokers of Canada Ltd（EXPOLANKA HD 100.0%）- カナダ法人 |

【アジア・アフリカ】
| - Expolanka Freight (Private) Ltd（EXPOLANKA HD 100.0%）- スリランカ法人 - Expo Freight (Shanghai) Limited（EXPOLANKA HD 100.0%）- 上海市法人 - Expolanka Freight Pvt. Ltd.（EXPOLANKA HD 100.0%）- インド法人 - Expolanka Freight Dubai L.L.C（EXPOLANKA HD 100.0%）- ドバイ法人 - Expolanka Freight Ltd（EXPOLANKA HD 100.0%）- ケニア法人 |  | - Expolanka Freight (Vietnam) Ltd（EXPOLANKA HD 100.0%）- ベトナム法人 - Expofreight (Hong Kong) Limited（EXPOLANKA HD 100.0%）- 香港法人 - PT EFL Global Indonesia（EXPOLANKA HD 90.0%）- インドネシア法人 - Expolanka Freight (Cambodia) Limited（EXPOLANKA HD 100.0%）- カンボジア法人 |

### 不動産事業
SGリアルティ株式会社（SGホールディングス 100.0％）- 物流不動産を対象とした賃貸管理・開発事業、再生可能エネルギー事業
- SGアセットマックス株式会社（ザイマックスの共同出資）- SGAM投資法人の資産運用会社

### その他
| - SGモータース株式会社（SgH 100.0%）- 自動車販売・賃貸等。旧佐川ギャラクシーモータース。 - SGシステム株式会社（SgH 100.0%）- グループ内外のITシステムに関する企画、設計、開発、保守、運用業務 |  | - 佐川アドバンス株式会社（SgH100.0%）- 通信販売サイト「カットコット」運営、グループ企業内自動販売機運営。旧佐川サポートサービス。 - SGフィルダー株式会社（SgH 100.0%）- 佐川急便の荷物仕分け作業の請負と労働者派遣業 |

### かつて存在していた企業
- ギャラクシーエアラインズ株式会社 - 航空貨物輸送。2005年5月設立。原油高騰の影響を受け、2008年9月に廃業（後に清算結了）。
- SGローソン株式会社 - 2015年6月にローソンとの共同宅配事業者として設立。2019年6月に清算結了[36]。
- 佐川フィナンシャル株式会社 - 2005年3月設立。2020年10月、SGシステムに合併。
- 株式会社C&Fロジホールディングス - 2015年10月、名糖運輸とヒューテックノオリンの経営統合により設立。2025年4月、子会社の名糖運輸に合併。

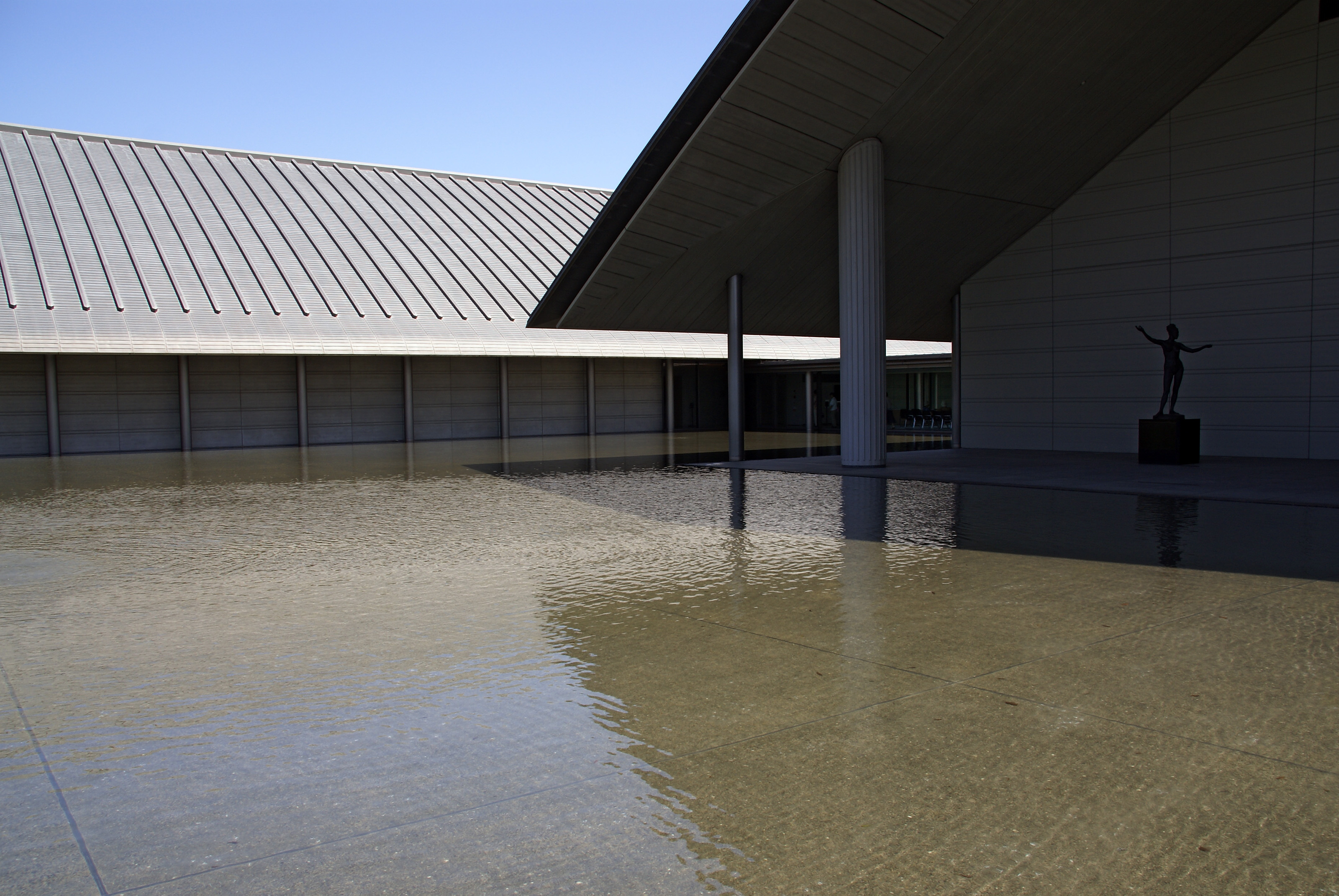
佐川美術館

### その他の組織
- 保利佐川物流有限公司 - 中国・保利集団との合弁物流企業
- 公益財団法人SGH文化スポーツ振興財団 - 佐川美術館などを運営
- 公益財団法人SGH財団
- SGホールディングスグループ健康保険組合
- SGホールディングスグループ企業年金基金